# Xfig
Xfig è un editor di grafica vettoriale open source che funziona nel sistema X Window System, quindi sulla maggior parte delle piattaforme Unix compatibili.
In xfig le figure possono essere disegnate usando oggetti come cerchi, rettangoli, linee, curve spline, testo... È inoltre possibile importare immagini in formati come GIF, JPEG, SVG, EPSF (PostScript), ... Gli oggetti possono essere creati, eliminati, spostati o modificati. Gli attributi come colori o stile delle linee può essere specificato in varie maniere. Per il testo sono disponibili 35 caratteri.
Xfig salva le figure in un formato nativo testuale Fig format. Xfig può esportare le immagini in numerosi formati, tra cui PostScript e pdf.
Il formato di esportazione PSTEX consente una integrazione tra le immagini generate con Xfig nei documenti LaTeX.

## Esportazione
Xfig può esportare in vari formati.
- Formati bitmap: GIF, JPEG, PNG,
- Formati per stampare i documenti: PostScript, PDF, HP-GL
- Formato di grafica vettoriale: SVG.